# توني أوبي
توني أوبي (بالإنجليزية: Tony Obi)‏ (15 سبتمبر 1965 ببرمنغهام في المملكة المتحدة - ) هو لاعب كرة قدم بريطاني في مركز الهجوم. لعب مع أستون فيلا وأكسفورد يونايتد وأوستينده ونادي بريستول روفيرز ونادي برينتفورد ونادي بليموث أرجايل ونادي والسول وK.S.V. Roeselare ‏.

## وصلات خارجية
- توني أوبي على موقع قاعدة بيانات كرة القدم.إي يو (الإنجليزية)